# 7163 Barenboim
7163 Barenboim è un asteroide della fascia principale. Scoperto nel 1984, presenta un'orbita caratterizzata da un semiasse maggiore pari a 2,2796153 UA e da un'eccentricità di 0,1871429, inclinata di 20,74370° rispetto all'eclittica.
L'asteroide è dedicato al pianista e direttore d'orchestra argentino-israeliano Daniel Barenboim.